# 江戸川 (江戸川区)
江戸川（えどがわ）は、東京都江戸川区南東部の町名。一丁目から六丁目に分かれる。一丁目、二丁目は住居表示実施済みで、その他の区域は住居表示未実施。

## 地域
東京都江戸川区の南東部、同区中央を南北に流れる新中川の東西両岸に位置する。町域は東西約4kmにわたって北東 - 南西へと伸びる細長い形をしており、最も狭い部分では南北100m程度しかない。新中川開削までは一連の陸続きの町であったが、同川の開削により江戸川四丁目の中央を川が流れ、川以東に江戸川一・二・三丁目、以西に同五・六丁目と町域が分断される形となった。以東地区の南辺を東京都 - 千葉県境の旧江戸川が流れ、以西地区の南辺を新川が流れ葛西地域と画す。
隣接する地域は、北は春江町五丁目・西瑞江三・四・五丁目・東瑞江一・二丁目および南篠崎町二丁目、東は南篠崎町五丁目および東篠崎二丁目、南東は旧江戸川を挟んで対岸に千葉県市川市香取および同市広尾、南は東葛西一丁目および中葛西一・二丁目、西は船堀七丁目。

### 地価
住宅地の地価は、2025年（令和7年）1月1日の公示地価によれば、江戸川2-11-24の地点で38万3000円/m2となっている。

## 成立
戦前の1938年（昭和13年）の町名地番整備によって成立した町名である。一丁目・二丁目については2020年（令和2年）11月2日に住居表示に関する法律に基づく住居表示を実施（町域には変更なし）。その他の区域は住居表示は未実施。

## 世帯数と人口
2025年（令和7年）1月1日現在（江戸川区発表）の世帯数と人口は以下の通りである。
| 丁目         | 世帯数     | 人口     |
| ------------ | ---------- | -------- |
| 江戸川一丁目 | 2,508世帯  | 5,039人  |
| 江戸川二丁目 | 2,811世帯  | 5,822人  |
| 江戸川三丁目 | 1,918世帯  | 3,561人  |
| 江戸川四丁目 | 682世帯    | 1,302人  |
| 江戸川五丁目 | 1,949世帯  | 3,915人  |
| 江戸川六丁目 | 1,947世帯  | 4,033人  |
| 計           | 11,815世帯 | 23,672人 |

### 人口の変遷
国勢調査による人口の推移。
| 年                 | 人口   |
| ------------------ | ------ |
| 1995年（平成7年）  | 23,717 |
| 2000年（平成12年） | 23,789 |
| 2005年（平成17年） | 24,331 |
| 2010年（平成22年） | 24,608 |
| 2015年（平成27年） | 24,284 |
| 2020年（令和2年）  | 23,941 |

### 世帯数の変遷
国勢調査による世帯数の推移。
| 年                 | 世帯数 |
| ------------------ | ------ |
| 1995年（平成7年）  | 8,562  |
| 2000年（平成12年） | 8,984  |
| 2005年（平成17年） | 9,555  |
| 2010年（平成22年） | 10,030 |
| 2015年（平成27年） | 10,034 |
| 2020年（令和2年）  | 10,578 |

## 学区
区立小・中学校に通う場合、学区は以下の通りとなる（令和5年度より）。なお、江戸川区では学校選択制度を導入しており、区内全域から選択することが可能。。
| 丁目         | 番地                  | 小学校                     | 中学校                   |
| ------------ | --------------------- | -------------------------- | ------------------------ |
| 江戸川一丁目 | 全域                  | 江戸川区立江戸川小学校     | 江戸川区立瑞江第三中学校 |
| 江戸川二丁目 | 11〜15番地 32～39番地 | 江戸川区立江戸川小学校     | 江戸川区立瑞江第三中学校 |
| 江戸川二丁目 | 1～10番地 16～31番地  | 江戸川区立下鎌田東小学校   | 江戸川区立瑞江第三中学校 |
| 江戸川三丁目 | 9〜12番地             | 江戸川区立下鎌田東小学校   | 江戸川区立瑞江第三中学校 |
| 江戸川三丁目 | 1〜8番地 13〜20番地   | 江戸川区立瑞江小学校       | 江戸川区立瑞江第二中学校 |
| 江戸川三丁目 | その他                | 江戸川区立瑞江小学校       | 江戸川区立瑞江中学校     |
| 江戸川四丁目 | 1〜14番地             | 江戸川区立瑞江小学校       | 江戸川区立瑞江中学校     |
| 江戸川四丁目 | その他                | 江戸川区立二之江小学校     | 江戸川区立瑞江中学校     |
| 江戸川五丁目 | 1〜17番地             | 江戸川区立二之江小学校     | 江戸川区立瑞江中学校     |
| 江戸川五丁目 | その他                | 江戸川区立二之江小学校     | 江戸川区立二之江中学校   |
| 江戸川六丁目 | 1〜7番地              | 江戸川区立二之江小学校     | 江戸川区立瑞江中学校     |
| 江戸川六丁目 | 8番地（環七の東側）   | 江戸川区立二之江小学校     | 江戸川区立二之江中学校   |
| 江戸川六丁目 | 8番地（環七の西側）   | 江戸川区立二之江第二小学校 | 江戸川区立二之江中学校   |
| 江戸川六丁目 | 9〜30番地             | 江戸川区立二之江第二小学校 | 江戸川区立二之江中学校   |
| 江戸川六丁目 | 31～43番地            | 江戸川区立二之江小学校     | 江戸川区立二之江中学校   |
| 江戸川六丁目 | 44番地以降            | 江戸川区立二之江小学校     | 江戸川区立瑞江中学校     |

## 事業所
2021年（令和3年）現在の経済センサス調査による事業所数と従業員数は以下の通りである。
| 丁目         | 事業所数  | 従業員数 |
| ------------ | --------- | -------- |
| 江戸川一丁目 | 90事業所  | 623人    |
| 江戸川二丁目 | 72事業所  | 622人    |
| 江戸川三丁目 | 82事業所  | 468人    |
| 江戸川四丁目 | 28事業所  | 221人    |
| 江戸川五丁目 | 99事業所  | 779人    |
| 江戸川六丁目 | 119事業所 | 842人    |
| 計           | 490事業所 | 3,555人  |

### 事業者数の変遷
経済センサスによる事業所数の推移。
| 年                 | 事業者数 |
| ------------------ | -------- |
| 2016年（平成28年） | 527      |
| 2021年（令和3年）  | 490      |

### 従業員数の変遷
経済センサスによる従業員数の推移。
| 年                 | 従業員数 |
| ------------------ | -------- |
| 2016年（平成28年） | 3,508    |
| 2021年（令和3年）  | 3,555    |

## 交通

### 公共交通
鉄道
当地区内に鉄道駅は存在しない。近隣地域に都営地下鉄と旧江戸川を挟んだ対岸の千葉県市川市内にある東京メトロの3駅が徒歩利用可能圏に所在するが、町域内の大半は至近の駅から1km以上離れた鉄道利用不便地帯に属する。以下に最寄駅を挙げる。
- 都営地下鉄新宿線：一之江駅（一之江）/ 瑞江駅（瑞江）
- 東京メトロ東西線：南行徳駅(千葉県市川市相之川)

五丁目および六丁目からは、路線バスを利用すれば葛西駅に出ることも可能。
路線バス

篠崎街道沿いに京成バスが、今井街道及び旧江戸川沿いの区道に都営バスが走っており、瑞江駅、一之江駅、葛西駅、南行徳駅のほか、小岩駅、新小岩駅、亀戸駅、新浦安駅と連絡している。
水上バス
- 東京都観光汽船：今井児童交通公園ステーション（廃止）

### 道路・橋梁
道路
- 東京都道50号東京市川線（新大橋通り）
- 東京都道318号環状七号線（環七通り）
- 東京都道450号新荒川葛西堤防線（篠崎街道）
- 東京都道307号王子金町江戸川線（柴又街道） - 将来は旧江戸川に仮称「押切橋」を架橋し、対岸にある行徳駅方面へとつながる予定があり、江戸川区側は2014年に江戸川一丁目を含む橋のたもとまでの区間が開通している[19][20]。
- 瑞江通り
- 鎌田西通り
- 二之江中央通り
- 二之江古川通り
- 二之江宮前通り

橋梁
- 今井橋（旧江戸川。江戸川三丁目 - 千葉県市川市広尾）
- 瑞穂大橋（新中川。江戸川三丁目 - 同四丁目）
- 新川口橋（新川。江戸川五丁目 - 東葛西一丁目）
- 新川東人道橋（新川。江戸川五丁目 - 東葛西一丁目）
- 新川大橋（新川。江戸川五・六丁目 - 東葛西一丁目・中葛西二丁目）
- 新川橋（新川。江戸川六丁目 - 中葛西一・二丁目）
- 三角橋（新川。2000年（平成12年）2月11日開通。江戸川六丁目 - 北葛西五丁目・中葛西一丁目）

## 施設
行政
- 江戸川清掃工場

教育
- 江戸川区立江戸川小学校
- 江戸川区立下鎌田東小学校
- 江戸川区立二之江小学校
- 江戸川区立二之江第三小学校
- 江戸川区立瑞江中学校

公園・レクリエーション・スポーツ
- 今井児童交通公園（平成31年3月31日閉園、4月6日より東部交通公園・江戸川4丁目10番地。)
- 古川親水公園
- 宿川親水緑道
- 鎌田川親水緑道

文化
- 江戸川区立葛西図書館

## 史跡
- 前川神社 (江戸川区)（wikidata）
- 不動院
- 金蔵寺
- 西光寺

## その他

### 日本郵便
- 集配担当する郵便局と郵便番号は以下の通りである[21]

| 丁目                   | 郵便番号 | 郵便局       |
| ---------------------- | -------- | ------------ |
| 1〜3丁目、4丁目1〜14番 | 132-0013 | 江戸川郵便局 |
| 上記以外               | 134-0013 | 葛西郵便局   |